# Aklan
Koordinaten: 11° 40′ N, 122° 20′ O
Aklan ist die kleinste Provinz auf der Insel Panay, die zu dem Inselstaat der Philippinen gehört. Aklan hat eine Größe von 1.821,42 km² und 574.823 Einwohner (Stand 1. August 2015). Die Hauptstadt der Provinz ist Kalibo.

## Völker, Religion und Sprache

### Völker
Die meisten Einheimischen der Provinz gehören der Volksgruppe der Aklanon an, die unter die ethnische Gruppe der Visayan fallen. Zu den weiteren einheimischen Volksangehörigen gehören die Negritos, wie die als Ati bekannte Ethnie, sowie die Sulod, eine etwas weniger bekannte Gruppe, die im Hinterland der Insel Panay beheimatet ist. Weitere in der Provinz angesiedelte Visayans sind die Karay-a, die Hiligaynon und die Capiznon.

### Religion
Römisch-katholisch ist die dominante Religion innerhalb der Bevölkerung von Aklan. So werden christliche Feste wie Weihnachten und die Fastenzeit als wichtige und bedeutende Veranstaltungen angesehen. Daneben sind christliche Ikonen, wie Santo Niño, kulturelle Symbole dieser Gegend. Das Gebiet der Provinz bildet das Bistum Kalibo.
Unter den Ati ist jedoch nach wie vor animistisches Denken („Allbeseeltheit“) verbreitet, wie auch bei vielen Bewohnern anderer Religionszugehörigkeiten ein Hang zu naturreligiösen Riten vorhanden ist. Trotz der Vorherrschaft des Christentums ist nach wie vor unter den Einheimischen der Aberglaube an Vampirwesen wie Aswangs und an Naturheilern, den Babaylan, überall präsent, wie sich auch viele vor Kulam, philippinischen Hexen, fürchten, die in diesem Gebiet als „Amulit“ bezeichnet werden.

### Sprache
Es gibt aber über 50 verschiedene Dialekte. In der Provinz Aklan wird weitestgehend Aklanon gesprochen. Die verbreitetste Sprache in Aklan ist der Dialekt Aklanon, der die Sprachen Akeanon und Malaynon in sich vereint. Akeanon wird dabei von der Mehrheit der Provinzbewohner verwendet, während Malaynon hauptsächlich in Gegend um die Ortschaft Malay verbreitet ist. Andere in der Provinz ansässige Sprachen sind die Sprache der Ati, das Hiligaynon, das Kinaray-a, das Capiznon und das Tagalog.

## Geographie
Aklan nimmt das nördliche Drittel der Insel Panay ein und wird im Süden von der Provinz Iloilo, von Capiz im Osten und von Antique im Südwesten begrenzt. Im Norden dehnt sich schließlich die Sibuyan-See aus, an ihrer Küste liegt das Flussdelta des Aklan-Rivers, das Kalibo-Feuchtgebiete genannt wird. Zu der Provinz gehört auch die Insel Boracay, die sich an ihrer nordwestlichen Spitze befindet.

### Topographie
Die Provinz weist eine sehr abwechslungsreiche Landschaften auf, die von weißen Sandstränden, Mangroven bis zu den Central-Panay-Bergen, mit tief eingeschnittenen Tälern reicht. Durch sie zieht sich der Fluss Akean, der durch seine „schäumenden und sprudelnden“ Erscheinung auffällt, die sein Wasser durch seine schnelle Strömung verursacht.

### Flora und Fauna

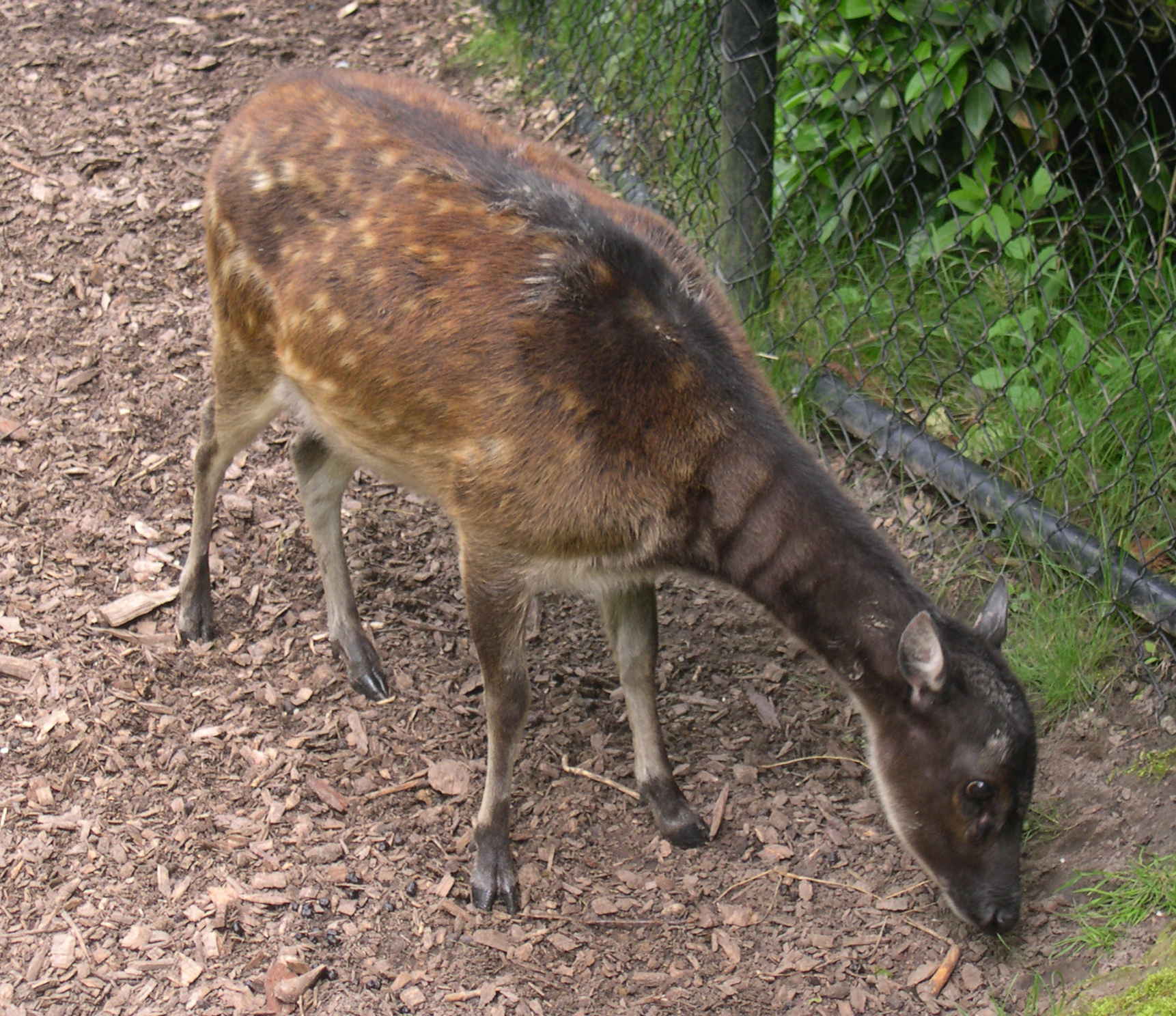
Der Prinz-Alfred-Hirsch

Über die verschiedenen auf den Philippinen bekannten Spezies hinaus sind in der Provinz auch bedrohte Tierarten beheimatet, wie der Prinz-Alfred-Hirsch (Cervus alfredi), das Visayas-Pustelschwein (Sus cebifrons) und der Tariktik-Hornvogel (Penelopides panini).
In der Provinz Aklan wächst die Blume Ylang-Ylang.

## Wirtschaft
Reis, Kokosnuss, Bananen, Abacá, Ananas und Weizen sind die landwirtschaftlichen Produkte der Provinz. Aus Ananas-Fasern (Piña, spanisch Ananas) werden handwerklich und industriell Kleiderstoffe hergestellt. Die traditionelle Handweberei der Piña-Stoffe wurde 2023 in die UNESCO-Liste des immateriellen Kulturerbes der Menschheit aufgenommen.
Gold, Silber, Kupfer und Mangan sind die vorhandenen Bodenschätze.

## Verwaltungsgliederung
Die Provinz Aklan untergliedert sich in 17 eigenständig verwaltete Gemeinden.
| - Altavas - Balete - Banga - Batan - Buruanga - Ibajay - Kalibo - Lezo - Libacao | - Madalag - Makato - Malay - Malinao - Nabas - New Washington - Numancia - Tangalan |

## Geschichte
Aklan, ursprünglich als Minuro it Akean bezeichnet, wird als die älteste Provinz des Landes angesehen. Es wird angenommen, dass sie bereits vor 1213 durch Siedler aus Borneo unter der Führung von Datu Dinagandan gegründet wurde. Von Beginn der spanischen Kolonialherrschaft an bis zu der Zeit, als Filipino als philippinische Nationalsprache etabliert wurde, bezeichnete man Aklan als Acean und die Provinzhauptstadt Kalibo wurde Calivo genannt.

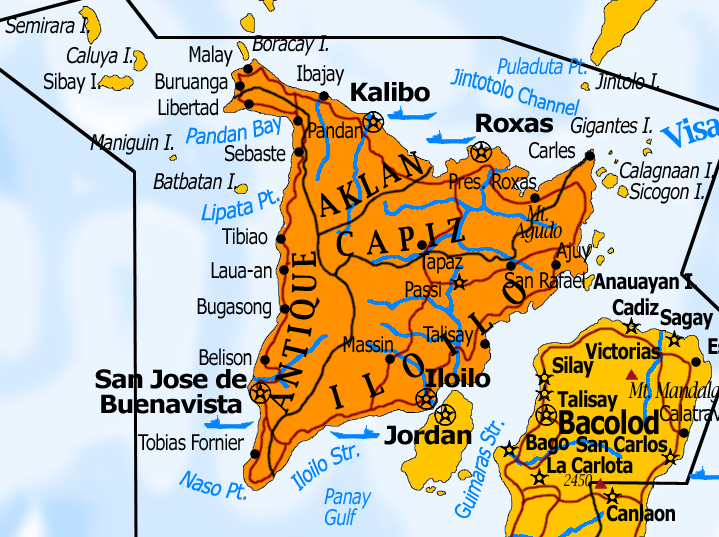
Karte von Panay

Gegen Ende des 14. Jahrhunderts war die Hauptstadt des Reiches im heutigen Batan angesiedelt. Sie wurde verlegt, nachdem der Ort von chinesischen Abenteurern unter Kalantiaw eingenommen wurde und diesem der Thron überlassen werden musste. Im Jahre 1433 formulierte Kalantiaw's Großenkel eine Reihe von Gesetzen, die heute als Code of Kalantiaw (Gesetzbuch von Kalantiaw) bekannt sind.
Im Jahre 1437 endete die kurze Periode der Kalantiaw-Dynastie, als Kalantiaw III bei einem Duell mit Datu Manduyog, dem legitimen Nachfahren von Datu Dinagandan, erschlagen wurde. Als Manduyog zum neuen Führer aufstieg, machte er Bakan (das heutige Banga) zur neuen Hauptstadt des Reiches.
Verschiedene Datus folgten Manduyog nach, bis 1565 der spanische Konquistador Miguel López de Legazpi in Batan landete. Zu dieser Zeit regierte Datu Kabanyag und der Sitz seiner Herrschaft lag im Ort Libacao.
Im Jahre 1942 landeten die imperialen Truppen Japans in Aklan und brachten schnell die Insel Panay wie auch den gesamten Archipel unter ihre Kontrolle. 1945 befreiten philippinische und amerikanische Truppen zusammen mit philippinischen Guerillas Aklan von der japanischen Besatzung.
Aklan wurde schließlich mit dem Republic Act Nr. 1414, unterzeichnet von Präsident Ramon Magsaysay am 25. April 1956, von Capiz getrennt und zu einer eigenständigen Provinz erklärt. Am 8. November 1956 fand die offizielle Einweihung der Provinz statt.

## Legenden
Die bekanntesten Legenden die sich um die Besiedlung der Insel ranken sind die Maragtas-Legende und die Legende um das Gesetzbuch von Kalantiaw, beide Legenden sind auf den ganzen Philippinen bekannt, auch wenn es eine Kontroverse um deren Authentizität existiert.

## Sehenswürdigkeiten
In der Region Aklan sind folgende Orte einen Besuch wert:
- Northwest Panay Peninsula Natural Park
- Die Insel Boracay
- Die Buswang Beach
- Die Hawili-Wasserfälle.

## Bildungseinrichtungen
- Aklan State University